# 板倉重宣
板倉 重宣（いたくら しげのぶ）は、江戸時代前期の大名。上総高滝藩の初代藩主。庭瀬板倉家の祖。

## 生涯
寛文4年（1664年）、三河中島藩主（後に下野烏山藩主）板倉重矩の世子である板倉重良の長男として生まれる。重良は本来なら重矩の後継者となるはずであったが、寛文12年（1672年）9月に病気を理由に重矩によって廃嫡され、家督は叔父の重種が寛文13年（1673年）に継ぐこととなった。重宣は重種のもとで養育され、なおかつ本来なら藩主を継ぐべき地位にあったことから、重種の世子として迎えられた。延宝6年（1678年）12月28日に従五位下越中守に叙位・任官する。
ところが、延宝9年（1681年）2月に重種が武蔵岩槻藩6万石に加増移封された際、重宣を廃嫡して自らの息子である重寛を世子にしたため、重宣や重宣の母は不満を持って重種と対立した。さらには母が備中岡山藩主池田光政の姪であったため、光政を頼って窮状を訴え、光政もこのことを幕府に訴えた。これが原因で板倉家では家督争いが起こり、第5代将軍徳川綱吉より家中取り締まりがよくないとして、重種は老中を罷免、謹慎処分が下され、天和2年（1682年）2月には信濃坂木藩5万石に減移封を命じられた。
このため、重種は天和3年（1683年）5月に隠居、初めは所領の奉還を幕府に願い出たが、幕府の裁定で所領のうち3万石を重寛に、2万石を重宣にそれぞれ分割相続させた。こうして、重宣は上総高滝藩主として大名となったが、翌貞享元年（1684年）8月21日に死去した。享年21。跡を養子の重高が継いだ。